# Der Zürich-Krimi: Borchert und die mörderische Gier
Borchert und die mörderische Gier ist ein Fernsehfilm aus der Kriminalfilmreihe Der Zürich-Krimi aus dem Jahr 2019. Er wurde im Auftrag von ARD Degeto für Das Erste produziert. Die 5. Folge der Filmreihe wurde am 28. Februar 2019 erstgesendet.

## Handlung
Bei einer eiligen Fahrt durch die Züricher Innenstadt verunglückt der junge Motorradfahrer Julian Stolz. Borchert, der gemeinsam mit seinem Freund und persönlichen Taxifahrer Beat Bürki zufällig in den vom Unfall verursachten Stau geraten ist, wird von Dominique Kuster angerufen. Kurz vor seinem Unfall hatte sich Julian Stolz bei ihr gemeldet und angekündigt, ihre Kanzlei aufsuchen zu wollen. Dominique Kuster versucht Einzelheiten zum Unfallhergang von Marco Furrer zu erfahren. Währenddessen informiert sich Borchert anhand der Unterlagen auf Dominique Kusters Schreibtisch über Julian Stolz und sucht den jungen Mann, der inzwischen im Koma liegt, anschließend im Krankenhaus auf. Borchert nutzt die Gelegenheit, die persönlichen Sachen des jungen Mannes zu durchsuchen. Aus einer Schublade am Krankenbett entwendet Borchert einen Schlüssel an einem auffälligen Schlüsselband. Außerdem trifft er auf Julian Stolz’ Mutter Lisa, der gegenüber er sich als sein Anwalt ausgibt. Allerdings wird er aus dem Krankenzimmer komplimentiert, als eine Pflegekraft hinzukommt. Gemeinsam mit Beat Bürki fährt Borchert anschließend zu dem noblen Apartmenthaus, dessen Name auf den Schlüsselband notiert ist. Borchert durchsucht das Apartment, zu dem der Schlüssel passt, und findet unter anderem einen Koffer, mit dem vor kurzem eine Flugreise in den Nahen Osten unternommen wurde, und einen Koran sowie eine ausgeschnittene Anzeige, die zu einem Tag der offenen Tür in einer Moschee einlädt. Auf der Rückseite ist der Name „Said Allawi“ notiert.
Zurück in der Kanzlei, trifft Borchert erneut auf Lisa Stolz, die inzwischen Dominique Kuster kontaktiert hat. Konfrontiert mit dem in Julian Stolz’ Apartment aufgefundenen Koran, behauptet die Mutter, dass sie keinen Zusammenhang mit ihrem Sohn erkennen könne. Borchert sucht die Moschee auf, von der in der Anzeige die Rede ist, und spricht dort mit dem Iman Sheik Ibrahim Al-Khatib. Er erkundigt sich nach „Said“, dessen Namen er von der Notiz in Stolz’ Apartment kennt, erfährt aber nichts Hilfreiches. Allerdings erhält Borchert später unerwartete Hilfe von Beat Bürki, der von einem Taxi-Kollegen ein Dashcam-Video erhalten hat. Darauf ist der Unfall zu sehen. Der Unfallgegner war ein Diplomatenauto. Es ist zudem zu erkennen, dass Julian Stolz vor dem Unfall eine Tasche dabei hatte, die später fehlte. Borchert präsentiert Marco Furrer die Indizien und bittet ihn, eine Wache vor Julian Stolz’ Krankenzimmer zu postieren. Anschließend sucht er die Universität auf, in der der junge Mann Kunst studiert. Nach einem Gespräch mit seiner Professorin wirft Borchert einen Blick in Julian Stolz’ Atelier. Unter dem Vorwand, für die Mutter ein paar Fotos zu machen, schafft es Borchert, in dem Raum alleine gelassen zu werden, was er für eine Durchsuchung nutzt. Er wird dort von einem Kommilitonen überrascht, der auf einem Foto mit Julian Stolz und einem unbekannten Mann diesen als dessen Vater identifiziert. Bei einem Zusammentreffen mit Stolz’ Mutter bestätigt diese, dass jener, Richard Heller, Julians Vater ist. Zudem findet Borchert heraus, dass Stolz in den letzten Monaten mehrmals in den Nahen Osten geflogen ist. Während Julian Stolz in seinem Krankenzimmer durch beherztes Eingreifen der von Marco Furrer postierten Wache einem Anschlag entgeht, berichtet Sheik Ibrahim Sal-Khalib in der Moschee Said Allawi, dass Borchert ihn sucht. Dieser sucht am folgenden Morgen Richard Heller auf und informiert ihn vom Unfall seines Sohnes. Er erfährt, dass sich Vater und Sohn erst vor wenigen Wochen erstmals getroffen hatten. Anschließend erhält er einen Anruf von Ibrahim Al-Khalib, der dem Anwalt einen Hinweis auf Saids Aufenthaltsort gibt. Borchert sucht Said Allawi daraufhin in einem Teehaus auf und wird von ihm und seinen Kumpanen bedroht und geschlagen. Glücklicherweise wird der Anwalt von Ibrahim Al-Khalib gerettet, der plötzlich hinzukommt. Später am Tag erfährt Borchert von Marco Furrer, dass in Julian Stolz’ Apartment Fingerabdrücke des radikalen Islamisten „Yussef“ gefunden wurden, den Borchert auf dem Fahndungsfoto als den Mann erkennt, den er als Said Allawi kennt. Kurz darauf kommt die Meldung herein, dass eben dieser Mann versucht, an Bord eines Flugzeugs zu gehen. Sowohl Furrer als auch Bochert eilen zum Flughafen, wobei der Anwalt Kuster über seine Erkenntnisse informiert.
Anschließend wird Borchert Zeuge, als der angebliche Said Allawi in einem Parkhaus am Flughafen von der Polizei gestellt wird. Vor Borcherts und Furrers Augen stürzt der Islamist sich in die Tiefe und stirbt. Als Borchert zurück in die Kanzlei kommt, trifft er dort auf Dominique Kuster und ihren Vater Reto Zanger, die gerade über ein neues Mandat sprechen. Es geht um einen Wirtschaftsfall, bei dem Kuster sich mit einigen Umweltinitiativen auseinandersetzen soll, um ein Bauprojekt zu ermöglichen. Alle drei sprechen über den Verlauf des Falles und Borchert erläutert seinen Verdacht, dass Julian Stolz für seinen Vater orientalische Kulturgüter geschmuggelt hat. Um Genaueres in Erfahrung zu bringen, machen Reto Zanger und Dominique Kuster einen Termin in Richard Hellers Antiquitätenhandel, bei dem sie sich als Paar ausgeben und den geheimen Code für die illegalen Exponate seines Geschäfts in Erfahrung bringen. Es gelingt beiden, Richard Heller zu täuschen und den Code über ein aktiviertes Handy an Borchert weiterzugeben. Allerdings fliegen Reto Zanger und Dominique Kuster durch die Aufmerksamkeit von Hellers Sekretärin auf und werden von Richard Heller, der sich nichts anmerken lässt, hinauskomplimentiert. Am selben Abend erwacht Stolz im Krankenhaus aus unruhigen Träumen. In einer Rückblende wird klar, dass er im Nahen Osten Geschäfte im Auftrag seines Vaters gemacht und dabei einen Menschen überfahren hat. Währenddessen lässt Marco Furrer sich Richard Heller im Präsidium vorführen, wo dieser von ihm, Borchert und Dominique Kuster befragt wird. Gleichzeitig werden seine Geschäftsräume durchsucht, doch es ist dem zwielichtigen Geschäftsmann rechtzeitig gelungen, alle belastenden Exponate verschwinden zu lassen. Frustriert sucht Borchert Julian Stolz im Krankenhaus auf. Dort erfährt er, dass der junge Mann unter einer partiellen Amnesie leidet. Borchert entschließt sich zu einem Bluff und konfrontiert Richard Heller in dessen Wohnung mit seinem Verdacht, dass sich Vater und Sohn bereits entscheidend länger kennen und der Geschäftsmann, der behauptet hat, sein Antiquitätenhandel sei ihm nicht so wichtig, schmutzige Geschäfte mit Islamisten macht. Richard Heller gesteht und Borchert kontaktiert Marco Furrer. Dann werden beide plötzlich von zwei Attentätern niedergeschossen, wobei Richard Heller stirbt und Borchert verletzt wird. Als Marco Furrer eintrifft, fordert Borchert ihn auf, zu Stolz ins Krankenhaus zu fahren, da er mutmaßt, dass die Täter es nun auf ihn abgesehen haben. Es gelingt dem Hauptmann und seinen Kollegen, den Angriff auf Julian Stolz rechtzeitig zu vereiteln, wobei beide Attentäter sterben.

## Hintergrund
Der Film wurde vom 10. Mai 2018 bis zum 10. Juli 2018 an Schauplätzen in Zürich sowie in der tschechischen Hauptstadt Prag gedreht.

## Rezeption

### Kritik
Für die Kritiker der Fernsehzeitschrift TV Spielfilm war Borchert und die mörderische Gier auch aufgrund des „guten Storytwists“ „ganz unterhaltsam – wie ein „Tatort“ light!“. Sie bewerteten den Film mit dem Daumen nach oben.

### Einschaltquoten
Bei der Erstausstrahlung von Borchert und die mörderische Gier am 28. Februar 2019 verfolgten 5,50 Millionen Zuschauer die Filmhandlung, was einem Marktanteil von 18,0 Prozent entsprach. Bei den 14–49-Jährigen verfolgten 0,69 Millionen Zuschauer die Filmhandlung, mit einem Marktanteil von 7,6 Prozent.